# François Hotman

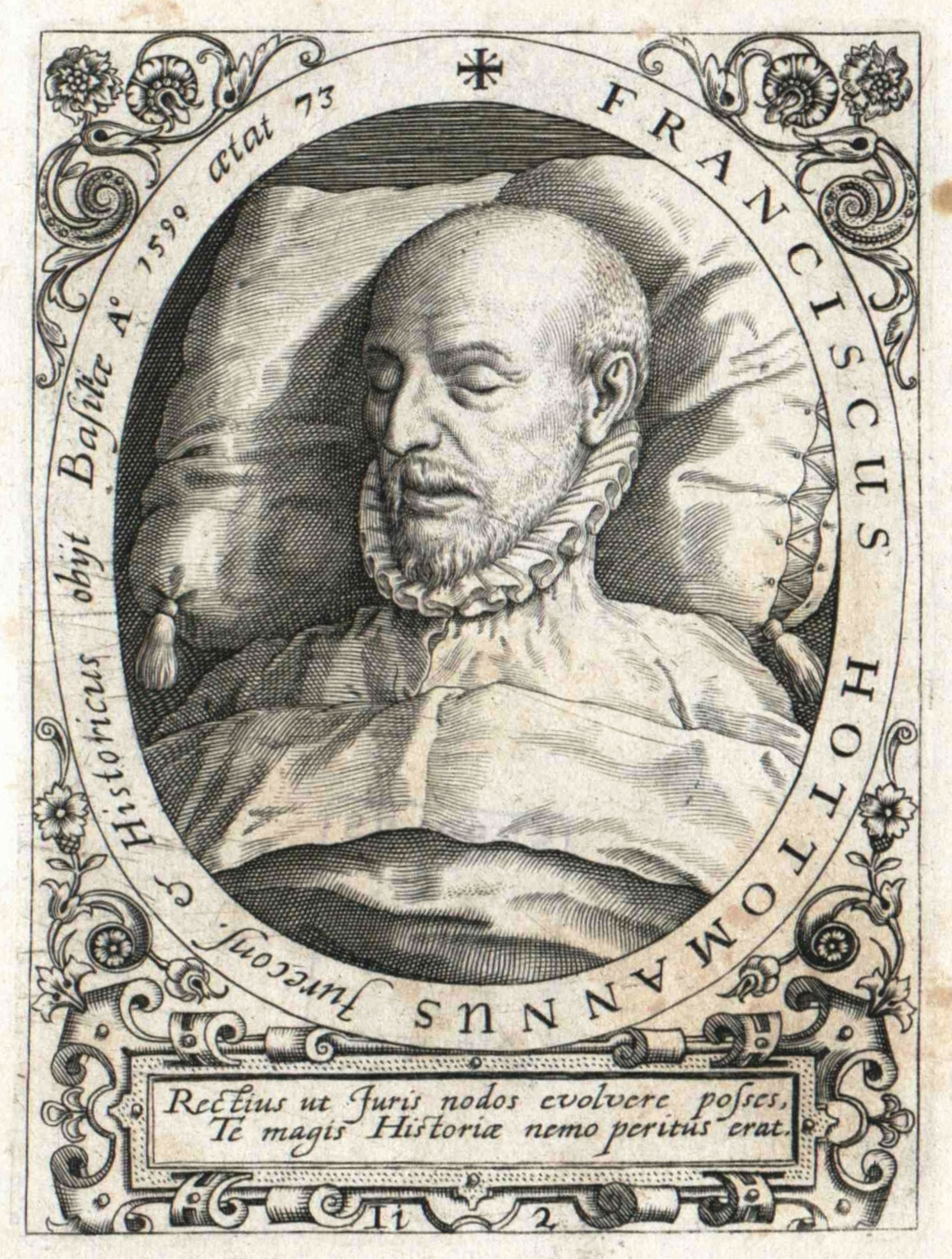
François Hotman

François Hotman (ur. 23 sierpnia 1524 w Paryżu, zm. 12 lutego 1590 w Bazylei – francuski prawnik i pisarz, znany ze swojego zaangażowania w kalwinizm. Profesor prawa na Sorbonie. Twórca projektu francuskiego prawa cywilnego. Autor popularnej rozprawy Franco-Gallia, uchodzącej za tekst programowy ruchu monarchomachów.